# Tennistoernooi van Båstad 2016
|                                             |  |                                          |
| Albert Ramos Viñolas, winnaar bij de mannen |  | Laura Siegemund, winnares bij de vrouwen |

Het tennistoernooi van Båstad van 2016 werd van 11 tot en met 24 juli 2016 gespeeld op de gravel-banen van het Båstad Tennisstadion in de Zweedse plaats Båstad. De officiële naam van het toernooi was Swedish Open.
Het toernooi bestond uit twee delen:
- ATP-toernooi van Båstad 2016, het toernooi voor de mannen (11–17 juli)
- WTA-toernooi van Båstad 2016, het toernooi voor de vrouwen (18–24 juli)

ATP-toernooi van Båstad‎ – WTA-toernooi van Båstad

2009 · 2010 · 2011 · 2012 · 2013 · 2014 · 2015 · 2016 · 2017 · 2018 · 2019 · 2020 · 2021 · 2022 · 2023 · 2024